# Нуси-Мангабе
Нуси-Мангабе — национальный парк, занимающий одноимённый остров в заливе Антунгила на северо-восточном берегу Мадагаскара. Является частью национального парка Масуала. Объект экотуризма.

## География
Нуси-Мангабе находится в 2 км к югу от города Маруанцетра. Территория острова покрыта густым лесом. Высшая точка — 1331 метр, годовое количество осадков составляет 4000 миллиметров. Остров не населён людьми. Туристы добираются до парка на лодке из города Маруанцетра. На острове есть кемпинг.

## Природа
Национальный парк был создан для охраны мадагаскарской руконожки — ай-ай, ввезённой на остров в 1960-х годах. Они находились под угрозой исчезновения, так как их преследовали местные жители, которые считают ай-ай символом смерти и предвестником зла. В густых влажных лесах острова обитают ещё четыре вида лемуров: восточный шерстистый лемур, белолобый лемур, лемур вари и серый мышиный лемур.